# Hesperomyces harmoniae
Hesperomyces harmoniae is een schimmel behorend tot de familie Laboulbeniaceae. Het is een ectoparasitaire schimmel die voorkomt op het Aziatisch lieveheersbeestje.

## Gevolgen
In het laboratorium zorgt deze infectie voor een hogere mortaliteit.